# Papillon (2017)
Papillon is een Amerikaanse biografische dramafilm uit 2017, geregisseerd door Michael Noer. Het plot is gebaseerd op een waargebeurd verhaal. De film is een remake van de gelijknamige film uit 1973.

## Verhaal
Henri "Papillon" Charrière, een kluizenkraker uit de Parijse onderwereld, wordt beschuldigd van moord. Hoewel hij een alibi heeft dat gesteund wordt door zijn geliefde, Nenette, wordt Papillon schuldig bevonden en veroordeeld tot de beruchte strafkolonie op het Duivelseiland in Frans-Guyana - een helse gevangenis waar nog nooit iemand uit ontsnapt is.
Op de boot naar Zuid-Amerika ontmoet Papillon een eigenzinnige vervalser genaamd Louis Dega. Die avond wordt Dega gewekt doordat twee gevangenen een gevangene vermoorden die naast hem slaapt. Ze willen zijn maag opensnijden en het geld stelen dat deze had ingeslikt. Papillon vormt een onwaarschijnlijke alliantie met Dega, die het doelwit is van de andere gevangenen die hem ervan verdenken dat hij ook geld verbergt. Papillon redt Louis' leven en wordt door de bewakers gestraft voor het gevecht. In ruil voor de bescherming door Papillon gaat Louis ermee akkoord Papillons ontsnapping te financieren, wat uiteindelijk resulteert in een band van blijvende vriendschap.
Terwijl Papillon en Dega de taak hebben om een onthoofd lichaam weg te dragen, begint een bewaker Dega te slaan. Papillon raakt de wacht met een rots en rent de jungle in voor zijn eerste ontsnapping. Hij krijgt twee jaar stille, eenzame opsluiting. Nadat de bewaker heeft gehoord dat hij extra voedsel heeft gekregen, worden Papillons rantsoenen gehalveerd. Niettemin verraadt Papillon Dega niet.
Het tweede ontsnappingsplan is gemaakt vanuit de ziekenboeg van de gevangenis. Papillon veinst krankzinnigheid uit zijn opsluiting. Dega is een hulp van de bewaker en heeft nog steeds geld om de ontsnapping te financieren. Celier heeft een connectie om een boot te krijgen. De seksueel misbruikte Maturette is de vierde die zich bij de gevaarlijke onderneming aansluit. Dega weet de bewakers dronken te krijgen en de vier ontsnappen over de muren naar een boot. Als een storm nadert, is het duidelijk dat ze niet allemaal zullen overleven in de kleine lekkende boot. Celier wil de gewonde Dega doden, maar in de strijd is het Celier die sterft. Vervolgens vinden de drie overlevenden zichzelf terug in een Colombiaans klooster, waar ze verzorgd worden. Hun schijnbare vrijheid is van korte duur omdat de moeder-overste hen weer terugbrengt. Papillon krijgt vijf jaar eenzame opsluiting.
Papillon wordt uit isolatie vrijgelaten als een verweerde oudere man op Duivelseiland met hoge kliffen. Hij vindt Dega die zich heeft aangepast aan het gevangenisleven en er geen interesse meer in heeft om te ontsnappen. Een val van de kliffen is een zekere dood. Papillon verzamelt kokosnoten voor een vlot en in een deining van golven overleeft hij de val. Deze derde ontsnapping is een succes en hij is een vrij man. Hij schrijft hierna zijn memoires hierover. In een naschrift wordt in de film verteld over de publicatie van het boek, waarbij de Franse regering hem uitnodigt terug te keren naar Frankrijk.

## Rolverdeling
| Acteur                | Personage     |
| --------------------- | ------------- |
| Rami Malek            | Louis Dega    |
| Charlie Hunnam        | Papillon      |
| Yorick van Wageningen | Warden Barrot |
| Ronald Møller         | Celler        |
| Brian Vernel          | Guitto        |
| Joel Basman           | Maturette     |
| Eve Hewson            | Nennette      |
| Tommy Flanagan        | Masked Barot  |